# Војин Лукић
Војин Лукић (Суботица, код Коцељеве, 4. децембар 1919 — Београд, 25. октобар 1997) био је учесник Народноослободилачке борбе, правник и друштвено-политички радник СФР Југославије и СР Србије. Функцију Државног секретара за унутрашње послове НР Србије обављао је од 1953. до 1962. године. У периоду од 1963. до 1965. године обављао је дужност Савезног секретара за унутрашње послове СФРЈ.

## Биографија
Рођен је 4. децембра 1919. године у селу Суботици, код Коцељеве, од оца Јеротија и мајке Персе Лукић, рођене Миловановић. Потицао је из имућне сељачке породице.
Гимназију је завршио 1938. године у Шапцу и потом се уписао на Правни факултет у Београду. Још као ученик гимназије, 1937. године, приступио је омладинском револуционарном покрету и постао члан Савеза комунистичке омладине Југославије (СКОЈ). Као студент Правног факултета, хапшен је 1940. године због растурања комунистичких летака. Јула 1941. године примљен је у чланство Комунистичке партије Југославије (КПЈ).
Учесник Народноослободилачке борбе је од јула 1941. године. Борио се најпре у Ваљевском партизанском одреду, а потом је био борац у Првој пролетерској ударној бригади и Другој крајишкој ударној бригади. У Првој пролетерској ударној бригади обављао је дужност политичког комесара Шестог (београдског) батаљона, да би на дужност заменика политичког комесара Друге крајишке ударне бригаде ступио у августу 1943. године.
У марту 1945. године пребачен је у Одељење за заштиту народа (ОЗН), где је био референт, шеф одсека и начелник одељења. Од 1949. до 1953. је био начелник Управе државне безбедности (УДБ) Града Београда.
Од 1953. до 1962. године обављао је функцију Државног секретара за унутрашње послове Народне Републике Србије, а од 1963. до 1965. Савезног секретара за унутрашње послове Социјалистичке Федеративне Републике Југославије. Године 1965. постављен је на дужност организационог секретара Централног комитета Савеза комуниста Србије, наследивши Ристу Антуновића. На Осмом конгресу СКЈ, 1964. године, изабран је за члана Централног комитета СКЈ.
У јуну 1966. године, Лукић је био на службеном путу, као члан делегације Савеза комуниста Југославије, у посети Народној Републици Монголији, поводом одржавања Конгреса Монголске народне револуционарне партије. По повратку на београдски аеродром, 30. јуна, Лукића је сачекао један члан Централног комитета Савеза комуниста Србије и саопштио му вест о одржавању Четвртог пленума ЦК СК Југославије, рекавши да су предмет дневног реда „Лека и Удба“. Лукићев син, који га је такође сачекао на аеродрому, дотурио му је писмо написано од стране Животија Србе Савића, у његово и име Светислава Стефановића Ћеће, у којем га обавештавају и упозоравају о припремљеном нападу на Ранковића и Управу државне безбедности, те да је на њему да се тим оптужбама на Пленуму супротстави.
После Четвртог пленума ЦК СКЈ, одржаног јула 1966. године на Брионима, и смене Александра Ранковића, окарактерисан је као „ранковићевац“ и септембра 1966. године на Шестом пленуму ЦК СК Србије, смењен са функције. Убрзо потом је заједно са Александром Ранковићем и Животијем Србом Савићем искључен из чланства Савеза комуниста Југославије (СКЈ). Касније током откривања злоупотреба у Управи државне безбедности (УДБ), против њега и Савића је била подигнута оптужница и били су ухапшени, провевши извесно време у истражном затвору у Сарајевској улици, али су убрзо потом, аболицијом Савезне скупштине СФРЈ, били пуштени на слободу и ослобођени кривичне одговорности.
Од 1968. до 1972. године је радио као адвокат, али је 15. децембра 1972. године био ухапшен и осуђен на 18 месеци строгог затвора, због вербалног деликта. Прва пресуда је укинута, да би у октобру 1973. био осуђен на две и по године затвора за „непријатељску пропаганду”.
Године 1989. у Београду је објавио књигу „Брионски пленум: обрачун са Александром Ранковићем — сећања и сазнања“.
Преминуо је 25. октобра 1997. године у Београду, а сахрањен је у родном селу Суботици.
Носилац је Партизанске споменице 1941. и других југословенских одликовања, међу којима су — Орден Републике са златним венцем, Орден заслуга за народ са златном звездом, Орден братства и јединства са златним венцем, Орден рада са црвеном заставом, Орден партизанске звезде са сребрним венцем, Орден заслуга за народ са сребрним зрацима и Орден за храброст. Имао је чин пуковника ЈНА у резерви.

## Видите још
- Брионски пленум ЦК СКЈ